# Ironitecken
Ironitecken (؟) är en symbol som föreslagits för att indikera att en text eller mening ska tolkas på ett ironiskt sätt. Symbolen är ett spegelvänt frågetecken, ؟, och introducerades av den franske poeten Alcanter de Brahm (alias Marcel Bernhardt) i slutet av 1800-talet, men har aldrig använts i någon större utsträckning.
Tecknet ؟ användes också av vissa medeltida författare för att markera en retorisk fråga, ett i dag helt utdött bruk. I persiska och arabiska, språk som skrivs från höger till vänster, används också frågetecknet i denna form.
I vissa svenska BBS:er sprungna ur Kom-kulturen från QZ, främst LysKOM, förekommer (. .) som ironimarkör:
(. Vilka fina blommor du ger mig! .)
I Unicode finns spegelvänt frågetecken med, dels som arabiskt och persiskt frågetecken (U+061F = ؟) och dels som spegelvänt frågetecken / ironitecken (U+2E2E = ⸮)
Spegelvänt frågetecken har inte blivit etablerat för att markera ironi eller sarkasm. Däremot har vissa smileytecken blivit etablerade för det.

## Exempel på ironitecken
- Detta var ett vackert hus ⸮
- Jag hatar sommaren ⸮
- Surströmming luktar så gott ⸮